# アレサ・ライヴ・アット・フィルモア・ウェスト
『アレサ・ライヴ・アット・フィルモア・ウェスト』（Aretha Live at Fillmore West）は、アメリカ合衆国の歌手アレサ・フランクリンが1971年3月に録音、同年5月に発表したライブ・アルバム。『アレサ・イン・パリス』（1968年）に続く、キャリア2作目のライブ・アルバムに当たる。

## 背景
1971年3月5日から7日の3日間、フランクリンはサンフランシスコのフィルモア・ウェストにおいてライブを行った。プロデューサーのジェリー・ウェクスラーは、デトロイト出身のプレイヤーを中心とした旧来のフランクリンのツアー・バンドでなく、キング・カーティス&ザ・キングピンズを起用することを進言しており、カーティスとザ・キングピンズは、この公演の本編に加えオープニングアクトも務め、その演奏は1971年にカーティス名義のライブ・アルバム『ライヴ・アット・フィルモア・ウェスト』として発表された。
オリジナル盤に収録された10曲は、主に3月7日の録音だが、「愛への讃歌」と「ドクター・フィールグッド」は3月6日の録音である。オリジナル盤の「スピリット・イン・ザ・ダーク」のリプライズでは、観客としてフィルモア・ウェストにいたレイ・チャールズがゲスト参加している。なお、1973年1月18日付の『ローリング・ストーン』誌に掲載されたチャールズのインタビューによれば、他の用事でたまたまサンフランシスコへ行っていた折に、フランクリンの公演が行われることを聞いて会場へ行き、「スピリット・イン・ザ・ダーク」を全く知らない状態でステージに上がったとのことで、「このレコードを聴けば、私がこの曲を知らなかったことが分かるだろう」とコメントしている。スティーヴン・スティルスのカヴァー「愛への讃歌」と、ブレッドのカヴァー「二人の架け橋」は、フランクリンによる録音に関しては本作が初出である。
1971年には、本作からの「スピリット・イン・ザ・ダーク」をA面、「リスペクト」と「愛への讃歌」をB面に収録したジュークボックス用のシングル「Live at Fillmore West」もリリースされている。

## 反響
アメリカの総合アルバム・チャートBillboard 200では7位に達し、自身5作目の全米トップ10アルバムとなった。また、『ビルボード』のR&Bアルバム・チャートでは、5週にわたって1位を獲得した。

## 評価
ロバート・クリストガウは本作のレビューでBを付け「『アレサ・イン・パリス』でも、他のスタジオ・アルバムでも、彼女がここまで爆発的な雰囲気になっている様は捉えられていない」と評している。
2015年には、『NME』誌が選出した「偉大なライブ・アルバム50」で16位、『ローリング・ストーン』誌が選出した「オールタイム・グレイテスト・ライブ・アルバム50」で35位にランク・インした。また、2017年には、本作の元になった公演が『ローリング・ストーン』誌の選出した「過去50年間の偉大なコンサート50」の一つに挙げられている。

## リイシュー
2005年にライノ・ハンドメイドから5000組限定で発売された4枚組CD『Live at Fillmore West: Don't Fight the Feeling』には、全3日間のフィルモア・ウェスト公演におけるカーティス、フランクリン、それにザ・メンフィス・ホーンズやビリー・プレストンがフィーチャーされた曲も含む61トラックが収録された。
2006年に2枚組CDとして発売された本作のデラックス・エディション盤のボーナス・ディスクには、オリジナル盤収録曲の別テイクに加えて「コール・ミー」、「ミックスドアップ・ガール」、「シェア・ユア・ラヴ・ウィズ・ミー」、「ユア・オール・アイ・ニード・トゥ・ゲット・バイ」といったオリジナル盤未収録曲も含まれている。なお、オリジナル盤の「スピリット・イン・ザ・ダーク」は短く編集されていたが、2006年デラックス・エディション盤のディスク1には、編集前のロング・ヴァージョンが収録された。

## 収録曲
各曲の収録時間はオリジナル盤に準拠。2006年デラックス・エディション盤では8.が7分25秒、9.が19分24秒となっている。
Side 1
1. リスペクト - "Respect" (Otis Redding) - 3:55
2. 愛への讃歌 - "Love the One You're With" (Stephen Stills) - 4:21
3. 明日に架ける橋 - "Bridge Over Troubled Water" (Paul Simon) - 5:49
4. エリナー・リグビー - "Eleanor Rigby" (John Lennon, Paul McCartney) - 2:33
5. 二人の架け橋 - "Make It with You" (David Gates) - 4:32
6. ドント・プレイ・ザット・ソング - "Don't Play That Song" (Ahmet Ertegün, Betty Nelson) - 3:17

Side 2
1. ドクター・フィールグッド - "Dr. Feelgood" (Aretha Franklin, Ted White) - 7:03
2. スピリット・イン・ザ・ダーク - "Spirit in the Dark" (A. Franklin) - 5:20
3. スピリット・イン・ザ・ダーク - "Spirit in the Dark (Reprise with Ray Charles)" (A. Franklin) - 8:38
4. リーチ・アウト・アンド・タッチ - "Reach Out and Touch" (Nickolas Ashford, Valerie Simpson) - 2:39

### 2006年デラックス・エディション盤ボーナス・ディスク
1. 5. 6. 8. 9.は1971年3月6日、2.は3月7日、それ以外は3月5日の録音である。
1. リスペクト - "Respect" (O. Redding) - 3:56
2. コール・ミー - "Call Me" (A. Franklin) - 5:37
3. ミックスドアップ・ガール - "Mixed-Up Girl" (Jimmy Webb) - 5:37
4. 愛への讃歌 - "Love the One You're With" (S. Stills) - 4:18
5. 明日に架ける橋 - "Bridge Over Troubled Water" (P. Simon) - 7:41
6. シェア・ユア・ラヴ・ウィズ・ミー - "Share Your Love with Me" (Alfred Braggs, Deadric Malone) - 4:28
7. エリナー・リグビー - "Eleanor Rigby" (J. Lennon, P. McCartney) - 2:36
8. 二人の架け橋 - "Make It with You" (D. Gates) - 4:49
9. ユア・オール・アイ・ニード・トゥ・ゲット・バイ - "You're All I Need to Get By" (N. Ashford, V. Simpson) - 5:02
10. ドント・プレイ・ザット・ソング - "Don't Play That Song" (A. Ertegün, B. Nelson) - 3:15
11. ドクター・フィールグッド - "Dr. Feelgood" (A. Franklin, T. White) - 6:41
12. スピリット・イン・ザ・ダーク - "Spirit in the Dark" (A. Franklin) - 6:44
13. スピリット・イン・ザ・ダーク（リプライズ） - "Spirit in the Dark (Reprise)" (A. Franklin) - 2:39

## 参加ミュージシャン
- アレサ・フランクリン - ボーカル(all songs)、エレクトリックピアノ(on #4, #6, #7, #8)
- レイ・チャールズ - ボーカル(on #9)、エレクトリックピアノ(on #9)
- ビリー・プレストン - ハモンドオルガン
- キング・カーティス&ザ・キングピンズ
  - キング・カーティス - オーケストラ・リーダー、テナー&ソプラノ・サクソフォーン・ソロ
  - トゥルーマン・トーマス - エレクトリックピアノ(on #1, #2, #3, #5, #10)
  - コーネル・デュプリー - ギター
  - ジェリー・ジェモット - ベース
  - バーナード・パーディ - ドラムス
  - パンチョ・モラレス - パーカッション
- ザ・メンフィス・ホーンズ
  - アンドリュー・ラヴ - テナー・サクソフォーン
  - ルー・コリンズ - テナー・サクソフォーン
  - ジミー・ミッチェル - バリトン・サクソフォーン
  - ウェイン・ジャクソン - トランペット
  - ロジャー・ホップス - トランペット
  - ジャック・ヘイル - トロンボーン
- ザ・スウィートハーツ・オブ・ソウル
  - マーガレット・ブランチ - バッキング・ボーカル
  - ブレンダ・ブライアント - バッキング・ボーカル
  - パット・スミス - バッキング・ボーカル

アレンジャー
- アリフ・マーディン - ホーン・アレンジ(#5, #6を除く全曲)
- ラリー・ウィルコックス - ホーン・アレンジ(on #5)
- トム・ダウド - ホーン・アレンジ(on #6)